# Брукс, Мередит
Мередит Энн Брукс (англ. Meredith Ann Brooks; род. 12 июня 1958, Орегон-Сити, штат Орегон) — американская певица, прославившаяся благодаря своему хиту 1997 года Bitch, после выхода которого была номинирована на премию «Грэмми».
В 1995 году Брукс удалось заключить контракт с крупной звукозаписывающей компанией «Capitol Records». Исполнительнице было 40 лет, когда её сингл под названием Bitch претендовал на получение «Грэмми»-1998 в номинациях «Лучший женский рок-вокал» и «Лучшая песня в стиле рок». Её альбом под названием Blurring the Edges стал «платиновым» и достигал 22-й строчки в хит-параде Billboard. Продюсером альбома выступил Дэвид Рикетт, бывший участник группы David and David, и он же при записи альбома сыграл на клавишных и некоторых других инструментах.
В 1997 и 1998 годах Брукс гастролировала по США и Европе для рекламы альбома. Песня Bitch осталась её единственным громким хитом. В 1998 Брукс развелась со своим мужем Расселлом Джексоном после семи лет в браке. Второй альбом на «большом» лейбле — Deconstruction (1999) Брукс поддерживала гастролями только по Европе, и пластинка продалась маленьким тиражом. Попавшая на альбом песня Sin City была изначально написана для фильма «Глаза змеи», который снял друг Брукс — режиссёр Брайан де Пальма.
В 2002 году Брукс записывает свой третий сольный альбом Bad Bad One в независимой звукозаписывающей компании Gold Circle Records, которая вскоре закрылась, и диск не получил какого-либо продвижения.
Брукс продолжает карьеру в основном как автор песен и продюсер.